# Ajdin Hrustić
Ajdin Hrustić (ur. 5 lipca 1996 w Melbourne) – australijski piłkarz bośniackiego pochodzenia występujący na pozycji pomocnika w holenderskim klubie Heracles Almelo   oraz w reprezentacji Australii. Wychowanek Schalke 04, w trakcie swojej kariery grał także w FC Groningen.